# Rijnbondakte

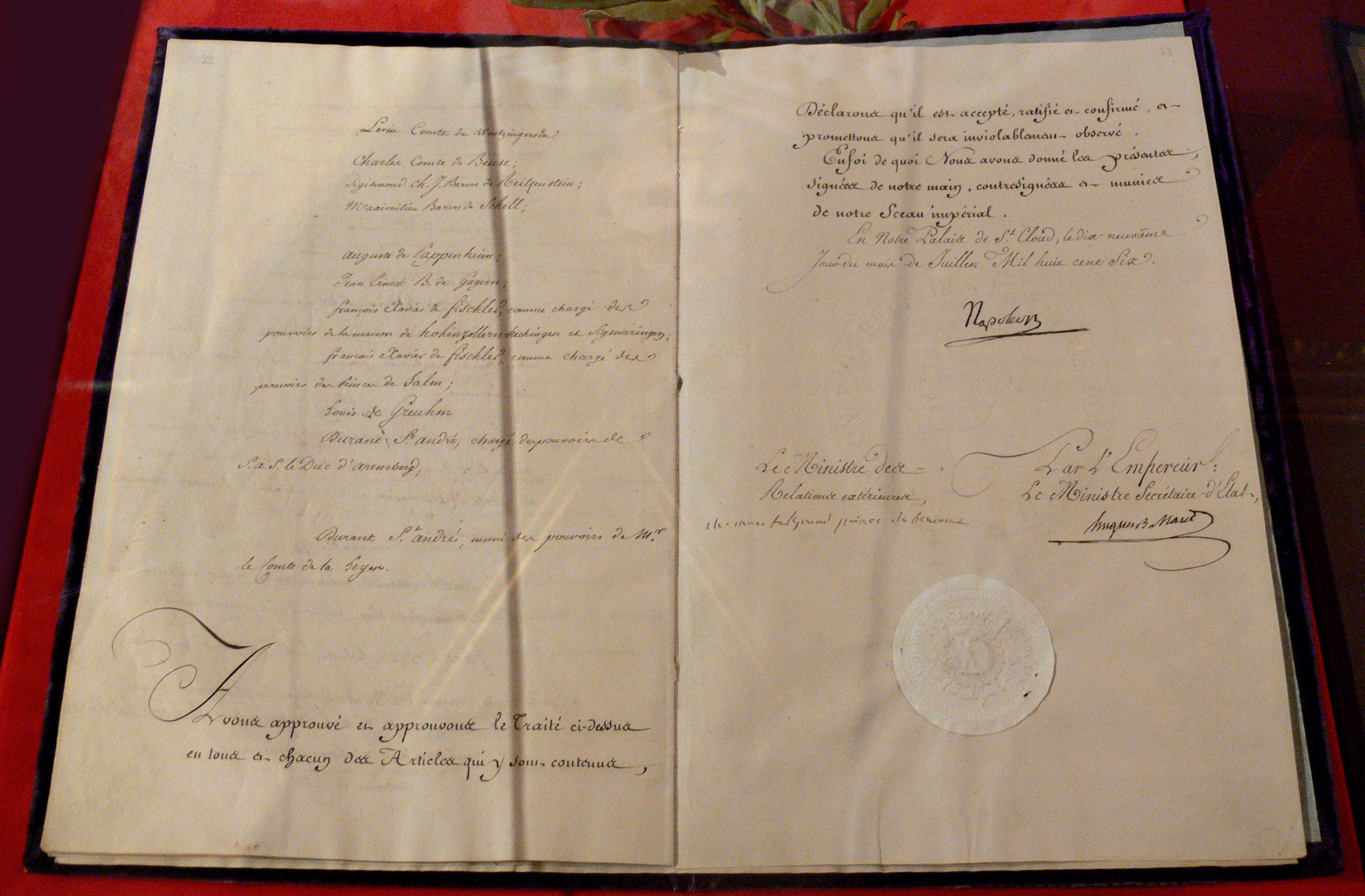
De Rijnbondakte (exemplaar van het vorstendom Hohenzollern-Sigmaringen).

De Rijnbondakte (Duits: Rheinbundakte) is het verdrag dat op 12 juli 1806 in Parijs werd gesloten door gevolmachtigden van de Franse keizer Napoleon Bonaparte en gevolmachtigden van zestien Duitse vorsten. 
Door de Rijnbondakte maakten de vorstendommen zich los van het Heilige Roomse Rijk en traden als soevereine staten toe tot de Rijnbond.